# Ворогушин, Николай Иванович
Никола́й Ива́нович Ворогу́шин (1 (13) ноября 1889, Новосиль, Орловская губерния, Российская империя — 1938, Стаханово, СССР) — русский советский учёный в области теплотехники, ученик Н. Е. Жуковского.

## Биография
Родился 1 ноября (14 ноября) 1889 года в городе Новосиле, Орловская губерния, Российская империя.
Учился в Орловском Александровское реальное училище. Поступил в Императорское Московское техническое училище (ныне Московский государственный технический университет). С 1910 по 1914 год в училище был членом студенческого воздухоплавательного кружка.
Во время Первой мировой войны ему пришлось прервать учёбу: работал братом милосердия в госпитале при училище, потом был мобилизован в армию — служил на Юго-Западном фронте, где был техником, шофёром, затем стал начальником автомастерских в Киеве.
После Октябрьской революции он вернулся в училище для продолжения учёбы и стал учеником профессора Николая Егоровича Жуковского.
Возглавлял ряд научных подразделений только что созданного Центрального аэрогидродинамического института (ЦАГИ), работал здесь с 1918 по 1930, а также с 1935 по 1938 годы.
С 1923 по 1929 год занимал должность заместителя председателя строительной комиссии Центрального аэрогидродинамического института Сергея Чаплыгина. Также работал в винтомоторном отделе этого института.
С 1931 по 1935 год трудился в Центральном институте авиационного моторостроения. В 1935 году назначен начальником бюро технического проектирования нового Центрального аэрогидродинамического института.
С 1923 года и до самой своей кончины вёл преподавательскую деятельность в Военно-воздушной академии Рабоче-крестьянской Красной Армии имени профессора Н. Е. Жуковского (ныне Военно-воздушная инженерная академия имени профессора Н. Е. Жуковского). Также читал лекции студентам в Московском механико-электротехническом институте имени М. В. Ломоносова (1921—1930), Московском авиационном институте (1930—1937).
Сфера научных и практических интересов Николая Ворогушина лежит в области теории авиадвигателей, методики эксперимента и испытаний двигателей новых типов, проектирования моторных лабораторий.
Скончался в 1938 году в посёлке Стаханово (ныне — город Жуковский), похоронен в Москве на Новодевичьем кладбище.